# Grock
Grock; születési nevén: Charles Adrien Wettach (Loveresse, Bern kanton, 1880. január 10. – Imperia, 1959. július 14.), svájci származású bohóc.
Grock minden idők egyik leghíresebb és legnagyobb bohóca volt.

„Én egy filmen láttam egy bohócot, aki először előkelően lejátszatott egy ilyen kényes hegedűvirtuózzal egy nehéz, klasszikus dolgot, gondolom egy Brahmsot. Azután ez a bohóc elővett szintén, nem egy amatit, vagy stradiváriust, hanem egy pici gyerekhegedűt és ez a bohóc fölhúzott a kezére egy vastag kesztyűt és lejátszotta ugyanazt a Brahmsot kitünően, mint amit a virtuóz. Grock-nak hívják ezt a bohócot, Uraim. És tud ő zongorán, harmonikán és mit tudom micsodán, akadémiai professzorok előtt is vizsgázni a zenetudásnak a legbődületesebb ténykedéseiből, mégpedig úgy, hogy közben összesodort keztyűivel dobálózik és a zongora fedele az ujjára esik, folyvást az ujjára esik és mégsem véti el a legnehezebb Beethovent.”

– Tersánszky Józsi Jenő: A bohóc védelmében

Grock apja órásmester volt. Gyermekkorában nyarait a cirkuszban töltötte. Először amatőr akrobata, majd zsonglőr lett. Később a hangszerekhez fordult, hegedű-, zongora- és xilofonjátékával szórakoztatta a közönséget. 1903-ban vette fel a Grock nevet. Egy Brick nevű bohóccal ütős párosként léptek fel Franciaországban, Belgiumban, Spanyolországban, majd Dél-Amerikában.
1911-ben egy berlini fellépése még kudarc volt, de 1913-ban az Osztrák–Magyar Monarchiában és Németországban turnézva már hatalmas sikerei voltak. Ekkor nevezték először Bohóckirálynak.
Az első világháború előtt fellépett még Oroszországban (Moszkva, Szentpétervár) és Rigában is. A háború után a párizsi Olimpiában lépett föl, majd Amerikába ment.
1931-ben egy film jelent meg róla, amit sok helyen, de nem túl nagy sikerrel vetítettek. A második világháború után két filmet jelentetett meg, amelyeket a legjobb számaiból állított össze.
1951-ben saját cirkuszt nyitott.
1954. december 31-én Hamburgban lépett utoljára közönség elé.
Európában napjainkban a bohócok számára nemzetközi fesztiválokat tartanak, és egy „Grock maszkja” nevű díjat adnak át, ami a bohócművészet legértékesebb kitüntetése.
Önéletrajza: Die Memorien de Königs der Clowns magyarul is megjelent (A bohóckirály emlékei; 1956).

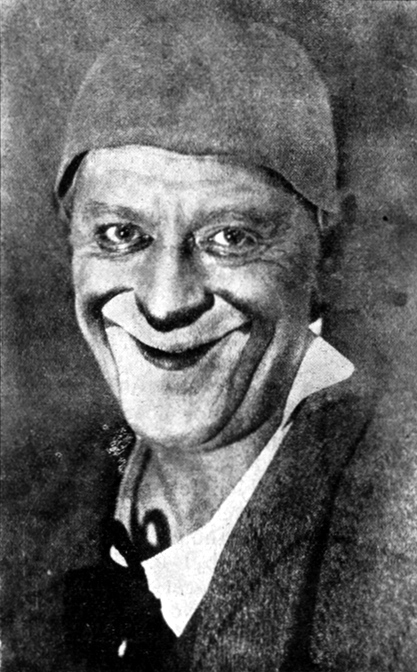
Fotó 1928-ból
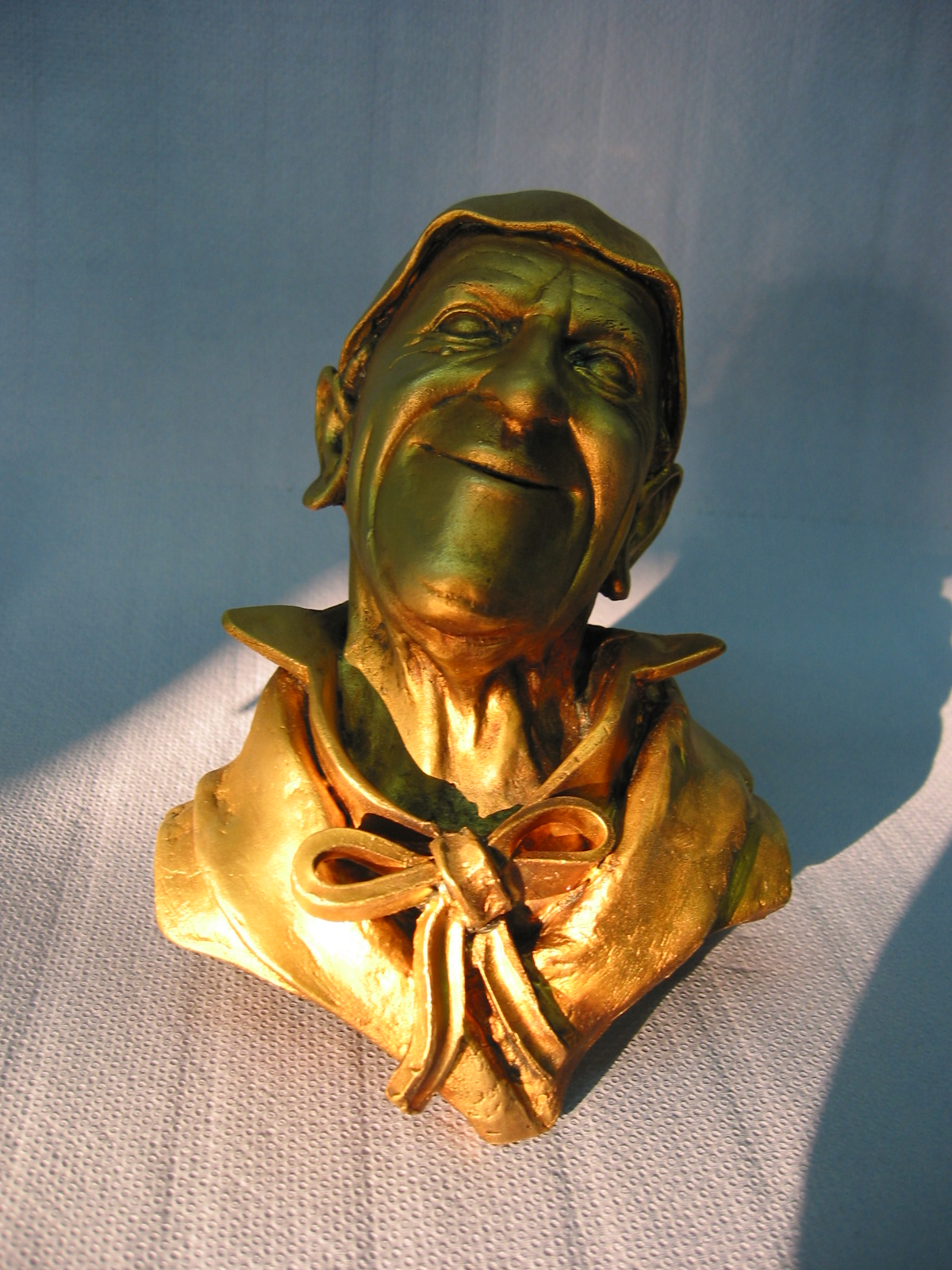
Mellszobor

## Filmek
- Grock – son premier film (1926)
- Grock, la vie d'un grand artiste (1931)
- Revue-Film der Akkordeon-Fabrik Hohner (1939)
- Au revoir, Mr. Grock (1949)
- Grocks letzter Auftritt / Le dernier spectacle de Grock (1954)
- Fünf Sequenzen aus Grocks Programm (1957)
- Grock – König hinter der Maske (1965)
- Grock – König der Clowns (2003)

## Külső hivatkozások
- IMDb
- Életrajzi film, Port.hu